# Alexandrin
Alexandrin är ett sexfotat, jambiskt versmått med franskt ursprung. Raderna är parvis rimmade, växlande mellan kvinnliga och manliga rim, och har en  cesur efter tredje versfoten.

## Frankrike
Alexandrin härstammar från ett franskt, medeltida versepos om den grekiske härföraren Alexander den store, Li romans d'Alixandre, skrivet av Alexandre de Bernay på 1100-talet. Versmåttet har använts flitigt därefter under olika epoker, under renässansen av exempelvis Pierre de Ronsard, därefter av franskklassicismens dramatiker, sådana som Corneille och Racine, och senare av symbolismens företrädare, till exempel Stephane Mallarmé i En fauns eftermiddag och Arthur Rimbaud i hans långa, strofindelade och berättande dikt Den berusade båten.
Alexandrinen är liksom fransk hexameter sexfotad och har en stigande rytm, men till skillnad från den franska hexametern består den enbart av jamber.

## Sverige
I Sverige började alexandrin användas av Wivallius och Georg Stiernhielm. Även den svenska pseudonymen Skogekär Bergbo gjorde genomgående bruk av den i sin sonettsamling Wenerid från 1640-talet, vad gäller meter och cesur, efter mönster hämtat från Pierre de Ronsard och Martin Opitz. Skördarne av Johan Gabriel Oxenstierna är ett senare exempel på svensk, parrimmad alexandrin från århundradet efter, liksom Atis och Camilla av Gustaf Philip Creutz. I början av 1800-talet skrev Esaias Tegnér dikten Svea på detta franska versmått. Även den unge Stagnelius författade en 260 rader lång, formfulländad, epikureisk pastoral kallad Kärleken och landet med omväxlande kvinnliga och manliga rim i denna tradition. Corydon till Chloe av Gustaf Fröding är också skriven på detta versmått.